# Campionati mondiali di freestyle 2007
I Campionati mondiali di freestyle 2007 sono stati la 12ª edizione della manifestazione. Si sono svolti a Madonna di Campiglio, in Italia, dal 6 all'11 marzo 2007. Le gare, sia maschili che femminili, di halfpipe, pur in programma, non si sono disputate.

## Risultati

### Uomini

#### Salti
| Posizione | Atleta                  | Nazione     | Punti  |
| 1         | Han Xiaopeng            | Cina        | 240,86 |
| 2         | Dsmitryj Daschtschynski | Bielorussia | 236,42 |
| 3         | Steve Omischl           | Canada      | 235,81 |

Data: 10 marzo 2007

#### Gobbe
| Posizione | Atleta                    | Nazione     | Punti |
| 1         | Pierre-Alexandre Rousseau | Canada      | 27,17 |
| 2         | Dale Begg-Smith           | Australia   | 26,65 |
| 3         | Nathan Roberts            | Stati Uniti | 26,63 |

Data: 9 marzo 2007

#### Gobbe in parallelo
| Posizione | Atleta              | Nazione   |
| --------- | ------------------- | --------- |
| 1         | Dale Begg-Smith     | Australia |
| 2         | Guilbaut Colas      | Francia   |
| 3         | Ruslan Scharifullin | Russia    |

Data: 10 marzo 2007

#### Ski cross
| Posizione | Atleta        | Nazione   |
| --------- | ------------- | --------- |
| 1         | Tomáš Kraus   | Rep. Ceca |
| 2         | Stanley Hayer | Canada    |
| 3         | Enak Gavaggio | Francia   |

Data: 6 marzo 2007

### Donne

#### Salti
| Posizione | Atleta        | Nazione     | Punti  |
| 1         | Li Nina       | Cina        | 188,05 |
| 2         | Assol Sliwez  | Bielorussia | 186,55 |
| 3         | Jacqui Cooper | Australia   | 182,58 |

Data: 10 marzo 2007

#### Gobbe
| Posizione | Atleta          | Nazione | Punti |
| 1         | Kristi Richards | Canada  | 25,37 |
| 2         | Jennifer Heil   | Canada  | 25,25 |
| 3         | Deborah Scanzio | Italia  | 25,12 |

Data: 9 marzo 2007

#### Gobbe in parallelo
| Posizione | Atleta            | Nazione     |
| --------- | ----------------- | ----------- |
| 1         | Jennifer Heil     | Canada      |
| 2         | Shannon Bahrke    | Stati Uniti |
| 3         | Margarita Marbler | Austria     |

Data: 10 marzo 2007

#### Ski cross
| Posizione | Atleta             | Nazione  |
| --------- | ------------------ | -------- |
| 1         | Ophélie David      | Francia  |
| 2         | Méryll Boulangeat  | Francia  |
| 3         | Alexandra Grauvogl | Germania |

Data: 6 marzo 2007

## Medagliere
| Pos.   | Paese       | Oro | Argento | Bronzo | Totale |
| ------ | ----------- | --- | ------- | ------ | ------ |
| 1      | Canada      | 3   | 2       | 1      | 6      |
| 2      | Cina        | 2   | 0       | 0      | 2      |
| 3      | Francia     | 1   | 2       | 1      | 4      |
| 4      | Australia   | 1   | 1       | 1      | 3      |
| 5      | Rep. Ceca   | 1   | 0       | 0      | 1      |
| 6      | Bielorussia | 0   | 2       | 0      | 2      |
| 7      | Stati Uniti | 0   | 1       | 1      | 2      |
| 8      | Germania    | 0   | 0       | 1      | 1      |
| 8      | Italia      | 0   | 0       | 1      | 1      |
| 8      | Austria     | 0   | 0       | 1      | 1      |
| 8      | Russia      | 0   | 0       | 1      | 1      |
| Totale | Totale      | 8   | 8       | 8      | 24     |